# Jon Rubinstein
Pour l’article homonyme, voir John Rubinstein pour l'acteur.
Pour les articles homonymes, voir Rubinstein.
Jonathan J. Rubinstein (né en 1956) est un ingénieur et informaticien américain qui est intervenu dans la création de l'iPod, le baladeur numérique d'Apple Inc. lancé en 2001. Il a été élu membre de l'Académie nationale d'ingénierie américaine et est un membre de l'Institute of electrical and electronics engineers.
En avril 2004, il quitte son poste de vice-président de la division iPod chez Apple. En 2007 il devient président executif de Palm, Inc. puis en 2009 il en devient Président-directeur général.
En 2010, Palm est racheté par HP. Son rôle est alors d'assurer la migration de WebOS, successeur de PalmOS sur différents produits HP, imprimantes, téléphones, PC et tablettes. Nommé responsable de l'innovation en 2011, il subit le contrecoup de la décision du nouveau PDG de HP Léo Apotheker, qui choisit d'abandonner la division WebOS. Il quitte finalement HP en janvier 2012. 
Rubinstein est marié à Karen Richardson, dirigeante américaine influente des secteurs de la tech, de l'ingénierie et de la gouvernance d'entreprise.